# James A. Morrow
Pour les articles homonymes, voir Morrow.
James A. Morrow (né le 14 septembre 1941) est un mathématicien américain et professeur émérite de mathématiques à l'université de Washington à Seattle, Washington. Ses intérêts de recherche sont passés des fonctions de plusieurs variables complexes et de la géométrie différentielle à des problèmes inverses discrets au milieu de sa carrière.

## Formation et carrière
Morrow est né à Little Rock, Arkansas et a fréquenté le lycée à Dallas, Texas. En 1963, Morrow a obtenu un baccalauréat ès sciences du California Institute of Technology (Caltech) à Pasadena, en Californie. En 1967, il a obtenu son doctorat en mathématiques de l'université Stanford à Palo Alto, Californie. Sa thèse, intitulée "The Topological Type of Non-Singular Deformations of Singular Surfaces" et consacrée au type topologique des déformations non singulières des surfaces singulières, a été rédigée sous la direction de Kunihiko Kodaira. Après avoir enseigné à l'Université de Californie à Berkeley pendant deux ans, Morrow a rejoint la faculté de l'Université de Washington à Seattle, Washington en tant que professeur adjoint en 1969. Il a été promu professeur associé en 1973 et professeur en 1978.

## Prix et distinctions
En 2005, Morrow a reçu le prix de l'éducation du Pacific Institute for the Mathematical Sciences (PIMS), qui récompense les mathématiciens qui ont "joué un rôle majeur en encourageant les activités qui améliorent la sensibilisation et l'appréciation du public aux mathématiques, ainsi qu'en favorisant la communication entre les différents groupes et organismes concernés ». La même année, il a reçu un professeur émérite des anciens du Collège des arts et des sciences de l'Université de Washington.
En 2006, Morrow a été sélectionné pour recevoir le prix d'enseignement distingué de la Mathematical Association of America (MAA) de la section Pacific Northwest de la MAA.
En 2008, Morrow a reçu les Deborah and Franklin Haimo Awards for Distinguished College or University Teaching of Mathematics de la Mathematical Association of America.
En 2013, Morrow a reçu le prix M. Gweneth Humphreys de l' Association for Women in Mathematics (AWM) pour le mentorat des femmes de premier cycle pour ses «réalisations exceptionnelles en inspirant les femmes de premier cycle à découvrir et à poursuivre leur passion pour les mathématiques».
En 2018, Morrow a été élu membre de l'Association for Women in Mathematics dans la classe inaugurale.

## Publications
- avec Kunihiko Kodaira, Complex manifolds , AMS Chelsea Publishing, Providence, RI, 1971 (réimprimé en 2006), Format électronique  (ISBN 978-1-4704-3031-3).
- avec Edward B. Curtis: Inverse problems for electric networks, World Scientific Publishing 2000.
- avec Edward B. Curtis, Thaddeus Edens: Calculating the resistors in a network. Proceedings of the Annual International Conference of the IEEE Engineering in Medicine and Biology Society, 11, 1989, pp 451–452.
- avec Edward B. Curtis, David V. Ingerman: Circular planar graphs and resistor networks, Linear Algebra and Its Applications, 283, 1998, pp 115–150.